# Calvin Coolidge
John Calvin Coolidge Jr. (ur. 4 lipca 1872 w Plymouth, zm. 5 stycznia 1933 w Northampton) – amerykański polityk, 30. prezydent Stanów Zjednoczonych (1923–1929).

## Dzieciństwo i młodość
John Calvin Coolidge urodził się 4 lipca 1872 roku w Plymouth Notch, jako syn farmera, nauczyciela i sędziego pokoju John Calvina Coolidge’a i jego pierwszej żony Victorii Moore. Ukończył szkołę w rodzinnym mieście, a następnie wstąpił do Black River Academy. Następnie pobierał nauki w St. Johnsburg Academy i Amherst College, który ukończył w 1895 roku. Po uzyskaniu dyplomu, praktykował prawo w Northampton i rozpoczął współpracę z Partią Republikańską.

## Kariera polityczna
W 1897 otworzył własną kancelarię adwokacką a rok później został członkiem Rady Miejskiej. W pierwszej dekadzie pełnił różne funkcje prawnicze, a w 1907 roku został członkiem legislatury stanowej Massachusetts. W 1909 został burmistrzem Northampton i pełnił tę funkcję przez dwie kadencje. Następnie powrócił do legislatury stanowej, by w 1918 roku zostać gubernatorem Massachusetts. W trakcie dwuletniej kadencji wyszedł z inicjatywami ustawodawczymi, mającymi na celu ograniczenie bezkarności właścicieli domów, podniesienie płac dla robotników i obniżenie maksymalnego czasu pracy kobiet i dzieci do 48 godzin. W 1919 roku doszło do strajku policji, który był wynikiem przystąpienia części policjantów do Amerykańskiej Federacji Pracy, wobec sprzeciwu bostońskiego komisarza Edwina Curtisa. Coolidge początkowo nie zajął stanowiska w sprawie, jednak nasilające się zamieszki i grabieże, sprawiły, że gubernator przejął dowodzenie nad gwardią stanową i zgodził się z oświadczeniem komisarza Curtisa. Wydarzenie to przysporzyło sporej popularności Coolidge’owi.
W 1920 roku odbywała się konwencja republikanów przed wyborami prezydenckimi. Kandydatura Coolidge’a była lansowana przez polityków stanowych, jednak nie uzyskała ona szerszego poparcia. Jednakże gdy Warren Harding uzyskał nominację w dziesiątym głosowaniu, zaproponował Coolidge’owi wiceprezydenturę. Kandydaci republikanów zwyciężyli w wyborach i 4 marca 1921 Coolidge został zaprzysiężony na wiceprezydenta. Pełniąc swój urząd, nie wyróżniał się inicjatywami. Dodatkowo jego indywidualistyczny i milczący styl bycia sprawiał, że był niezauważany w elicie politycznej. Po śmierci Hardinga 2 sierpnia 1923 roku, Coolidge został zaprzysiężony jako nowy prezydent. Gdy w ciągu kilku miesięcy wyszły na jaw nadużycia za administracji Hardinga, nie obciążyły one Coolidge’a, którego uważano za uczciwego samotnika. Obiecał kontynuować konserwatywną i względnie izolacjonistyczną politykę Hardinga.

## Prezydentura
Po objęciu prezydentury musiał wymienić członków gabinetu, którzy byli zamieszani w nadużycia finansowe w poprzedniej administracji. Większość z nich sama składała dymisję, jednak prokurator generalny Harry M. Daugherty nie tylko odmówił złożenia urzędu, ale nie zgodził się zeznawać przed senacką komisją dochodzeniową. W wyniku tego Coolidge pozbawił go stanowiska i w jego miejsce powołał Harlana Stone’a. Ponieważ oskarżenia sięgały także samego prezydenta, Coolidge powołał dwóch prawników: republikanina Owena Robertsa i demokratę Atlee Pomerene’a, by zbadali sytuację. Dochodzenie wykazało nadużycia w obu obozach politycznych, jednak nie było dowodów by Coolidge był w nie zamieszany. Ujawnienie skandali i obniżka podatków miało walny wpływ na wybory prezydenckie, odbywające się w 1924 roku.
Dzięki protekcji Bascoma Slempa, Coolidge uzyskał nominację prezydencką na konwencji republikanów, odbywającej się w dniach 10-12 czerwca 1924 w Cleveland. Kandydatem na wiceprezydenta został Charles Gates Dawes. Partia Demokratyczna wystawiła Johna Davisa. Urzędujący prezydent otrzymał niespełna 16 milionów głosów, czyli o 7 milionów więcej od kandydata demokratów. W Kolegium Elektorów Coolidge uzyskał 382 głosy wobec 136 dla Davisa.
Aby osiągnąć w kraju wysoki poziom koniunktury, Coolidge utrzymał protekcjonistyczne taryfy celne i sprzeciwiał się interwencjonizmowi. Zredukował także dług narodowy, postulował rozwój energii elektrycznej i transportu, ograniczenie imigracji oraz utworzenie Departamentu Opieki Społecznej. Chciał także wprowadzić poprawkę do Konstytucji ograniczającą możliwość zatrudnienia dzieci i ustalającą płacę minimalną dla kobiet. Reformy były utrudnione poprzez kiepskie stosunki prezydenta z Kongresem, który, pomimo że był w większości republikański, niechętnie odnosił się do Coolidge’a. Wymieniając członków skompromitowanego gabinetu Hardinga, Coolidge zmienił cały skład rządu, z wyjątkiem sekretarza handlu – na tym stanowisku pozostał Herbert Hoover.
Prezydent, choć był izolacjonistą, popierał pomysł dołączenia do Stałego Trybunału Sprawiedliwości Międzynarodowej. Obie izby Kongresu także opowiedziały się za akcesją, jednak senacka komisja spraw zagranicznych była temu przeciwna. Jej członkowie, wspierani przez Johna Basseta Moore’a zgłosiła siedem zastrzeżeń, które musiały być przyjęte przez wszystkich 48 członków Trybunału. Ponieważ uzyskanie tak szerokiego poparcia było bardzo trudne, Rada Ligi Narodów zaproponowała Stanom Zjednoczonym zorganizowanie wspólnej konferencji, na której miano omówić sytuację. Wobec odmowy sekretarza stanu Franka Kellogga, 22 państwa samodzielnie zwołały konferencję, gdzie debatowały na temat zastrzeżeń, bez udziału USA. Ostatecznie zgodziły się uznać poprawki amerykańskie.
W wyniku, zwołanej przez Hardinga, konferencji waszyngtońskiej, ustalono redukcję zbrojeń morskich. Jednak nie wzięto wówczas pod uwagę niszczycieli i łodzi podwodnych, a zatem Coolidge pragnął uregulować tę kwestię zwołując konferencję w Genewie w lecie 1927 roku. Republika Francuska i Królestwo Włoch w ogóle odmówiły udziału, natomiast Wielka Brytania postawiła zaporowe warunki. Cesarstwo Japonii usiłowało mediować pomiędzy stroną amerykańska a brytyjską, lecz bezskutecznie. Konferencja zakończyła się fiaskiem i 4 sierpnia została rozwiązana. Sukcesem administracji Coolidge’a było podpisanie paktu Kellogga–Brianda 27 sierpnia 1928 roku, w którym kraje wyrzekały się wojny i opowiadają się wyłącznie za rozwiązaniami pokojowymi.
Prezydent prowadził politykę grubej pałki połączonej z dyplomacją dolarową. W Republice Chińskiej pojawiły się dwa nowe ruchy: narodowy pod przywództwem Czang Kaj-szeka oraz komunistyczny Mao Zedonga. Aby chronić interesy amerykańskie Coolidge wysłał wojsko do głównych chińskich portów, jednak nie zajął żadnego stanowiska w sprawie ewentualnej zmiany władzy w Kraju Środka. W 1927 Izba Reprezentantów uchwaliła rezolucję nowego traktatu amerykańsko-chińskiego. Podobna praktyka miała miejsce w Ameryce Łacińskiej. Początkowo Coolidge wycofał wojska z Dominikany i Nikaragui, ale gdy proamerykański przywódca tego drugiego kraju, Adolfo Díaz, został obalony, amerykańska piechota morska ponownie wkroczyła do kraju. Prezydent tłumaczył interwencję zapobieżeniem wojnie domowej, choć w rzeczywistości chodziło o zabezpieczenie alternatywnej trasy kanału międzyoceanicznego. Wysłał do Nikaragui Henry’ego Stimsona, który wynegocjował pokój z Tipitapa. Zakładał on, że w Nikaragui jedyną siłą pozostanie gwardia narodowa, a amerykanie będą nadzorować wybory prezydenckie w latach 1928, 1930 i 1932. W Meksyku parlament podjął uchwałę zagrażającą interesom amerykańskich monopoli naftowych, przez co USA musiały odwołać się do arbitrażu. Nowy ambasador w Meksyku, Dwight Morrow prowadził negocjacje z prezydentem Plutarco Callesem i w grudniu 1927 udało im się ustalić kompromis.
W czasie drugiej kadencji Coolidge’a w Paryżu obradowała Komisja Dawesa, która zajmowała się odbudową Niemiec i ich możliwościami spłat reparacji wojennych. W 1928 roku przewodniczący Komisji Owen Young opracował projekt, w którym oceniono dług niemiecki na ok. 113 miliardów marek, a ostateczny termin spłaty ustalono na 31 marca 1966. Prezydent był także namawiany do nawiązania stosunków dyplomatycznych z Rosją Radziecką. Jednak, obaj sekretarze stanu Charles Evans Hughes i Frank Kellogg byli temu zdecydowanie przeciwni.
W 1928 roku Coolidge, będąc zmęczonym sprawowaniem urzędu i uskarżając się na słabe zdrowie, oświadczył, że nie będzie się ubiegał o reelekcję w wyborach prezydenckich. Poparł kandydaturę Herberta Hoovera, który wygrał wybory i został następnym prezydentem.

## Emerytura i śmierć
Po opuszczeniu Białego Domu zamieszkał w Northampton. W 1929 opublikował autobiografię. Pełnił funkcję przewodniczącego Ponadpartyjnej Komisji ds. Kolejnictwa, a w latach 1930-1932 był prezesem Amerykańskiego Towarzystwa Antykwarystów. Zmarł 5 stycznia 1933 i został pochowany w Plymouth Norch.

## Życie prywatne
Calvin Coolidge poślubił Grace Annę Goodhue 4 października 1905 w Burlington. Mieli dwóch synów urodzonych w 1906 i 1908 roku. Młodszy z nich, Calvin junior, zmarł w lipcu 1924 roku, w wyniku infekcji stopy.